# Villaescusa (Cantábria)
Villaescusa é um município da Espanha na comarca de Santander, província e comunidade autónoma da Cantábria. Tem 28 km² de área e em 2021 tinha 3 958 habitantes (densidade: 141,4 hab./km²).

## Demografia
| Variação demográfica do município entre 1991 e 2004 [carece de fontes?] | Variação demográfica do município entre 1991 e 2004 [carece de fontes?] | Variação demográfica do município entre 1991 e 2004 [carece de fontes?] | Variação demográfica do município entre 1991 e 2004 [carece de fontes?] |
| ----------------------------------------------------------------------- | ----------------------------------------------------------------------- | ----------------------------------------------------------------------- | ----------------------------------------------------------------------- |
| 1991                                                                    | 1996                                                                    | 2001                                                                    | 2004                                                                    |
| 2955                                                                    | 3041                                                                    | 3323                                                                    | 3395                                                                    |